# Weltklasse Zürich
Weltklasse Zürich – mityng lekkoatletyczny organizowany rokrocznie na stadionie Letzigrund w szwajcarskim Zurychu. Zawody – od 2010 roku – należą do elitarnego cyklu diamentowej ligi (do 2009 były częścią Golden League). Pierwszy Weltklasse Zürich został rozegrany 12 sierpnia 1928 roku. Obecnie impreza odbywa się w sierpniu lub wrześniu.